# مانو گارسیا (بازیکن فوتبال زاده ۱۹۸۶)
مانو گارسیا (انگلیسی: Manu García؛ زادهٔ ۲۶ آوریل ۱۹۸۶) بازیکن فوتبال اهل اسپانیا است.
از باشگاه‌هایی که در آن بازی کرده‌است می‌توان به باشگاه فوتبال دپورتیوو آلاوس، باشگاه فوتبال آریس لیماسول، و باشگاه فوتبال ایبار اشاره کرد.
وی همچنین در تیم‌های ملی فوتبال زیر ۱۷ سال اسپانیا و باسک بازی کرده‌است.